# Gustav Steinmann Orgelbau

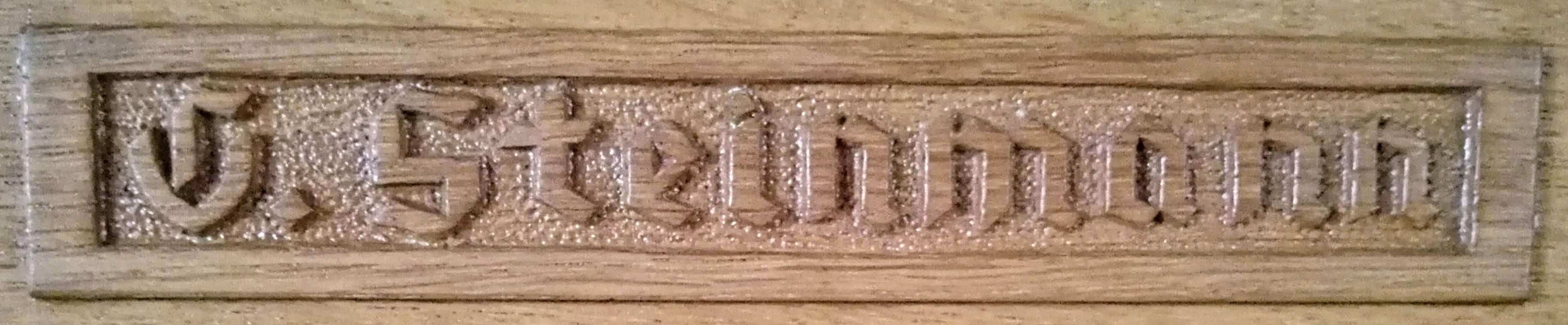
Firmenschild in Gelsenkirchen-Heßler (1957)

Gustav Steinmann Orgelbau ist eine Orgelbauwerkstatt mit Sitz in Wehrendorf in der Stadt Vlotho.

## Geschichte
Das heute in vierter Generation geführte Unternehmen wurde 1910 von Gustav Steinmann (1885–1953) aus Steinbründorf gegründet, der unter anderem bei P. Furtwängler & Hammer in Hannover das Orgelbauerhandwerk erlernt hatte. Die erste Kirchenorgel wurde 1911 für die evangelische Christuskirche in Greven hergestellt. Zwischen 1919 und 1939 wurden über 100 Orgeln und etwa 1500 Harmonien hergestellt, 15 Orgeln wurden zwischen 1923 und 1933 in die Niederlande geliefert.
In den 1920er Jahren wurde Steinmann Teil der Orgelbewegung, die sich für eine Rückbesinnung auf den barocken Orgelbau aussprach. Die 1928 entstandene Steinmann-Orgel der Pauluskirche in Bielefeld war die größte Orgel dieser Epoche in Deutschland.
In den 1950er Jahren bildete sich der Typ der kleinen bis mittelgroßen neobarocken Schleifladenorgeln heraus, der bei Steinmann in großer Anzahl hergestellt wurde. Ein großer Teil der seitdem gebauten Orgeln wurde an Kirchen in Ostwestfalen-Lippe geliefert. Im Kirchenkreis Vlotho stammen die seit 1945 nach den Erkenntnissen der Orgelbewegung neu gebauten Orgeln bis auf wenige Ausnahmen alle von Steinmann. Neben dem Neubau gehört auch die Rekonstruktion alter Orgeln in historischer Bauweise zum Tätigkeitsfeld des Unternehmens.

## Werke (Auswahl)
| Jahr      | Ort                             | Kirche                                   | Bild                     | Manuale | Register | Bemerkungen                                                                                                  |
| --------- | ------------------------------- | ---------------------------------------- | ------------------------ | ------- | -------- | --- |
| 1911      | Greven                          | Christuskirche                           |                          |         |          | erste Steinmann-Orgel                                                                                        |
| 1920      | Oer-Erkenschwick                | Johanneskirche                           |                          | II/P    | 18       | |
| 1920      | Gülden                          | Evangelische Kirche Gülden               |                          | I       | 6        | zurzeit stark verwurmtes Instrument                                                                          |
| 1928      | Bielefeld                       | Pauluskirche                             |                          | III/P   | 51       | |
| 1948      | Kerperscheid-Schleiden          | Maria-Hilf-Kapelle Kerperscheid          |                          | I/P     | 8        | 1948 Hausorgel, 1952 in Schleckheim-Nütheim, 1975 in Kerperscheid, 2005 Umbau                                |
| 1950      | Burgdorf                        | Neuapostolische Kirche                   |                          | I/P     | 6        | ursprünglich in Bern → Orgel                                                                                 |
| 1952      | Leopoldshöhe                    | Evangelische Kirche                      |                          |         |          | |
| 1956      | Herford                         | Marienkirche                             |                          | III/P   | 39       | RP (10 Register) zwar geplant, aber erst 1976 ausgeführt.                                                    |
| 1957      | Gelsenkirchen-Heßler            | Ev. Heßlerkirche                         |                          | II/P    | 21       | Überholung 2020 → Orgel                                                                                      |
| 1957      | Homberg                         | Evangelische Kirche                      |                          | III/P   | 25       | |
| 1960      | Hamm (Westf.)                   | Evangelische Kirche zu Berge             |                          | II      | 10       | |
| 1960      | Herford                         | Petrikirche                              |                          | III/P   | 31       | 2007 nach Polen verkauft                                                                                     |
| 1962      | Exter (Vlotho)                  | Evangelische Kirche                      |                          | II/P    | 19       | |
| 1962      | Hilbeck                         | Evangelische Kirche                      |                          |         | 11       | |
| 1963      | Witten-Annen                    |                                          |                          | II/P    | 16       | |
| 1963      | Kirchheim unter Teck            |                                          |                          | I       | 6        | |
| 1964      | Espelkamp                       | Thomaskirche                             |                          | III/P   | 31       | |
| 1964      | Vlotho                          | Evangelische Kirche Valdorf              |                          | II/P    | 19       | |
| 1966      | Porta Westfalica-Hausberge      | Evangelische Kirche Hausberge            |                          | II/P    | 12       | |
| 1966      | Minden                          | St. Martini                              |                          | III/P   | 39       | Rekonstruktion Orgel in der Orgeldatenbank Organindex                                                        |
| 1967      | Lemgo                           | St. Nicolai                              |                          | III/P   | 40       | |
| 1967      | Dortmund                        | Marienkirche                             |                          | III/P   | 34       | |
| 1967      | Bad Oeynhausen                  | Heilig-Geist-Kirche                      |                          | II/P    | 24       | |
| 1969      | Elbrinxen                       | Evangelische Kirche Elbrinxen            |                          |         |          | |
| 1969      | Herford                         | St. Johannes Baptist                     |                          | II/P    | 24       | 2008 generalüberholt durch Michael Schröder. Neuintonation und Modernisierung des Spieltisches.              |
| 1969      | Hörste (Lage)                   | Evangelisch-reformierte Kirche Stapelage |                          | II/P    | 21       | |
| 1969      | Rödinghausen                    | Bartholomäuskirche                       |                          | II/P    | 18       | |
| 1970      | Gelsenkirchen-Horst             | Paul-Gerhardt-Kirche                     |                          | I/p     | 5        | → Orgel |
| 1970      | Lemgo                           | St. Johann-Kirche                        |                          | II/P    | 24       | |
| 1971      | Bad Salzuflen-Wüsten            | Evangelische Kirche Wüsten               |                          | II/P    | 18       | |
| 1973      | Herford                         | St. Jakobi                               |                          | II/P    | 25       | |
| 1972      | Löhne                           | Martin-Luther-Kirche                     |                          | II/P    | 21       | |
| 1974      | Enger                           | Stiftskirche                             |                          | III/P   | 34       | |
| 1976      | Bad Oeynhausen-Lohe             | Martin-Luther-Kirche                     |                          | II/P    | 19       | |
| 1976      | Vlotho                          | Heilig-Kreuz-Kirche                      |                          | II/P    | 12       | |
| 1979      | Budapest                        | Theologische Akademie                    |                          | I       | 6        | |
| 1979      | Garmisch-Partenkirchen          | evang. Kirche                            |                          | II/P    | 12       | |
| 1980      | Hamburg-Hohenfelde              | Zionskirche                              |                          | II/P    | 20       | |
| 1982      | Witten                          | Lutherkirche                             |                          | II/P    | 24       | 2014 nach Italien verkauft, wird von einer Digitalorgel ersetzt                                              |
| 1984      | Bad Salzuflen                   | Liebfrauen                               |                          | III/P   | 41       | |
| 1984      | Aplerbeck                       | Große Kirche Aplerbeck                   |                          |         |          | Restaurierung und Instandsetzung der neugotischen Orgel unter der fachkundigen Betreuung von Martin Blindow. |
| 1985      | Bad Oeynhausen-Dehme            | Auferstehungskirche                      |                          | II/P    | 14       | |
| 1988      | Detmold-Vahlhausen              | Evangelische Kirche Vahlhausen           |                          | II/P    | 12       | |
| 1980–1991 | Braunschweig                    | Brüdernkirche                            |                          | III/P   | 40       | unter Einbeziehung einer Chororgel von Ernst Palandt als Rückpositiv hinter barockem Gehäuse                 |
| 1996      | Löhne-Gohfeld                   | Simeonkirche                             |                          | II/P    | 20       | |
| 2002      | Imerinkasinina (Madagaskar)     | Ev. Kirche                               |                          | II/P    | 13       | |
| 2011      | Putten (Gelderland) Niederlande | Hersteld Hervormde Kerk                  | Steinmann Orgel - Putten | II/P    | 25       | |
| 2013      | Mülheim an der Ruhr-Mitte       | Neuapostolische Kirche Mülheim           |                          | II/P    | 12       | |